# Anton Christoforidis
Anton Christoforidis (en grec moderne : Αντώνιος Χριστοφορίδης) est un boxeur grec né en Turquie le 26 mai 1917 dans la région de Mersin et mort le 31 octobre 1985.

## Carrière
Passé professionnel en 1934, il devient champion de Grèce des poids moyens et mi-lourds en 1937 ; champion d'Europe EBU des poids moyens en 1938 et remporte le titre vacant de champion du monde des poids mi-lourds de la National Boxing Association (NBA, ancêtre de la WBA) le 13 janvier 1941 en battant aux points Melio Bettina. Son règne est très court puisqu'il est battu dès le 22 mai suivant par Gus Lesnevich. Christoforidis met un terme à sa carrière en 1947 sur un bilan de 53 victoires, 15 défaites et 8 matchs nuls.